# Amarygmus skalei
Amarygmus skalei es una especie de escarabajo del género Amarygmus, categorizada en la tribu Amarygmini, de la subfamilia Tenebrioninae. Fue descrita por Bremer en 2008.
Mide aproximadamente 10 mm de longitud. Se distribuye por Indonesia, en Nueva Guinea Occidental, cerca de Manokwari.